# 대한장애인당구협회
대한장애인당구협회(大韓障礙人撞球協會, Korea Billiard Association for the Disabled, KOBAD)는 대한민국의 장애인 당구를 관할하는 스포츠 행정 기구이다.

## 참고 문헌
- 《2019 체육백서》. 대한민국 문화체육관광부. 2021.

## 같이 보기
- 대한당구연맹